# 스즈키 세이야
스즈키 세이야(일본어: 鈴木 誠也, 1994년 8월 18일 ~ )는 일본의 프로 야구 선수이며, 현재 메이저 리그 시카고 컵스의 소속 선수(외야수)이다. 도쿄도 아라카와구 출신이다.

## 상세 정보

### 출신 학교
- 니쇼가쿠샤 대학 부속 고등학교

### 선수 경력
프로팀 경력
- 히로시마 도요 카프(2013년 ~ )

국가 대표 경력
- 2017년 월드 베이스볼 클래식 일본 국가대표
- 2019년 WBSC 프리미어 12 일본 국가대표

### 수상·타이틀 경력

#### 타이틀
- 수위 타자 : 1회(2019년)
- 최고 출루율 : 1회(2019년)

#### 수상
- 베스트 나인 : 4회(2016년 ~ 2019년) ※외야수 부문
- 골든 글러브상 : 3회(2016년 ~ 2017년, 2019년) ※외야수 부문
- 센트럴·퍼시픽 교류전 닛폰 생명상 : 1회(2016년)
- 사요나라상 연간대상 : 1회(2016년)
- 월간 사요나라상 : 2회(2016년 6월, 2018년 8월)
- 올스타전 감투 선수상 : 2회(2016년 2차전, 2018년 1차전)
- 일본 시리즈 감투상 : 1회(2018년)

국가 대표
- WBSC 프리미어 12 MVP(2019년)
- WBSC 프리미어 12 올 스타(2019년)

### 개인 기록

#### 첫 기록
- 첫 출장 : 2013년 9월 14일, 대 요미우리 자이언츠 18차전(MAZDA Zoom-Zoom 스타디움 히로시마), 7회말에 요코야마 류지의 대타로서 출장
- 첫 타석 : 상동, 7회말에 사와무라 히로카즈로부터 2루 땅볼
- 첫 안타·첫 타점 : 2013년 9월 16일, 대 요미우리 자이언츠 20차전(MAZDA Zoom-Zoom 스타디움 히로시마), 4회말에 이마무라 노부타카로부터 좌전 적시타
- 첫 선발 출장 : 2013년 9월 25일, 대 주니치 드래곤스 22차전(나고야 돔), 1번·우익수로서 선발 출장[2]
- 첫 홈런 : 2014년 9월 25일, 대 도쿄 야쿠르트 스왈로스 21차전(메이지 진구 야구장), 1회초에 이시카와 마사노리로부터 우월 선두 타자 초구 홈런
- 첫 도루 : 2015년 3월 31일, 대 요코하마 DeNA 베이스타스 1차전(요코하마 스타디움), 8회초에 2루 안착(투수 : 요슬란 에레라, 포수 : 구로바네 도시키)

#### 기록 달성 경력
- 통산 100홈런 : 2019년 5월 5일, 대 요미우리 자이언츠 8차전(MAZDA Zoom-Zoom 스타디움 히로시마), 야마구치 슌으로부터 우중월 2점 홈런 ※역대 290번째[3]

#### 기타
- 올스타전 출장 : 4회(2016년 ~ 2019년)
- 2경기 연속 끝내기 홈런 : 2016년 6월 17일, 6월 18일, 대 오릭스 버펄로스 1차·2차전(MAZDA Zoom-Zoom 스타디움 히로시마)

※2012년의 아롬 발디리스(오릭스) 이래 역대 10번째, 구단 역사상 1984년 9월 15일과 16일 요미우리전(히로시마 시민 구장)에서 나가시마 기요유키(외야수)가 기록한 이래 32년 만의 일이며, 21세 10개월에서의 달성은 최연소 기록.

### 등번호
- 51(2013년 ~ 2018년)
- 1(2019년 ~ )

### 연도별 타격 성적
| 연 도      | 소 속      | 경 기 | 타 석 | 타 수 | 득 점 | 안 타 | 2 루 타 | 3 루 타 | 홈 런 | 루 타 | 타 점 | 도 루 | 도 루 자 | 희 생 번 | 희 생 플 | 볼 넷 | 고 4 | 사 구 | 삼 진 | 병 살 타 | 타 율 | 출 루 율 | 장 타 율 | O P S |
| ---------- | ---------- | ----- | ----- | ----- | ----- | ----- | ------- | ------- | ----- | ----- | ----- | ----- | -------- | -------- | -------- | ----- | ---- | ----- | ----- | -------- | ----- | -------- | -------- | ----- |
| 2013년     | 히로시마   | 11    | 14    | 12    | 0     | 1     | 0       | 0       | 0     | 1     | 1     | 0     | 0        | 0        | 0        | 1     | 0    | 1     | 1     | 1        | .083  | .214     | .083     | .298  |
| 2014년     | 히로시마   | 36    | 68    | 64    | 6     | 22    | 7       | 0       | 1     | 32    | 7     | 0     | 0        | 0        | 0        | 4     | 0    | 0     | 13    | 2        | .344  | .382     | .500     | .882  |
| 2015년     | 히로시마   | 97    | 238   | 211   | 21    | 58    | 6       | 3       | 5     | 85    | 25    | 6     | 7        | 7        | 2        | 16    | 0    | 2     | 38    | 3        | .275  | .329     | .403     | .742  |
| 2016년     | 히로시마   | 129   | 528   | 466   | 76    | 156   | 26      | 8       | 29    | 285   | 95    | 16    | 11       | 3        | 3        | 53    | 1    | 3     | 79    | 10       | .335  | .404     | .612     | 1.015 |
| 2017년     | 히로시마   | 115   | 512   | 437   | 85    | 131   | 28      | 1       | 26    | 239   | 90    | 16    | 6        | 0        | 7        | 62    | 0    | 6     | 80    | 12       | .300  | .389     | .547     | .936  |
| 2018년     | 히로시마   | 124   | 520   | 422   | 86    | 135   | 32      | 2       | 30    | 261   | 94    | 4     | 4        | 0        | 5        | 88    | 2    | 5     | 116   | 4        | .320  | .438     | .618     | 1.057 |
| 2019년     | 히로시마   | 140   | 612   | 499   | 112   | 167   | 31      | 0       | 28    | 282   | 87    | 25    | 16       | 0        | 3        | 103   | 12   | 7     | 81    | 3        | .335  | .453     | .565     | 1.018 |
| 통산 : 7년 | 통산 : 7년 | 652   | 2492  | 2111  | 386   | 670   | 130     | 14      | 119   | 1185  | 399   | 67    | 44       | 10       | 20       | 327   | 15   | 24    | 408   | 35       | .317  | .411     | .561     | .972  |

- 2019년 시즌 종료 기준.
- 굵은 글씨는 시즌 최고 성적.

### 연도별 타격 성적 소속 리그내에서의 순위
| 연 도 | 연 령 | 리 그       | 타 율 | 안 타 | 2 루 타 | 3 루 타 | 홈 런 | 타 점 | 도 루 | 출 루 율 |
| ----- | ----- | ----------- | ----- | ----- | ------- | ------- | ----- | ----- | ----- | -------- |
| 2013  | 19    | 센트럴 리그 | -     | -     | -       | -       | -     | -     | -     | -        |
| 2014  | 20    | 센트럴 리그 |       | -     | -       | -       | -     | -     | -     | -        |
| 2015  | 21    | 센트럴 리그 | -     | -     | -       | -       | -     | -     | -     | -        |
| 2016  | 22    | 센트럴 리그 | 2위   | 8위   | 8위     | 3위     | 5위   | 6위   | 7위   | 4위      |
| 2017  | 23    | 센트럴 리그 | 10위  | -     | 10위    | -       | 6위   | 4위   | 7위   | 5위      |
| 2018  | 24    | 센트럴 리그 | 6위   | -     | 5위     | -       | 7위   | 6위   | -     | 2위      |
| 2019  | 25    | 센트럴 리그 | 1위   | 4위   | 5위     | -       | 9위   | 9위   | 4위   | 1위      |

- 연도에서 굵은 글씨는 규정 타석 도달 연도
- ‘-’는 10위 미만(타율은 규정 타석에 도달하지 않은 경우에도 ‘-’로 표기)

### 연도별 수비 성적
| 연도 | 소속     | 3루   | 3루   | 3루   | 3루   | 3루   | 3루      | 외야  | 외야  | 외야  | 외야  | 외야  | 외야     |
| 연도 | 소속     | 경 기 | 척 살 | 보 살 | 실 책 | 병 살 | 수 비 율 | 경 기 | 척 살 | 보 살 | 실 책 | 병 살 | 수 비 율 |
| ---- | -------- | ----- | ----- | ----- | ----- | ----- | -------- | ----- | ----- | ----- | ----- | ----- | -------- |
| 2013 | 히로시마 | -     | -     | -     | -     | -     | -        | 4     | 4     | 0     | 0     | 0     | 1.000    |
| 2014 | 히로시마 | 3     | 0     | 2     | 1     | 0     | .667     | 21    | 11    | 1     | 0     | 0     | 1.000    |
| 2015 | 히로시마 | -     | -     | -     | -     | -     | -        | 77    | 91    | 2     | 1     | 0     | .989     |
| 2016 | 히로시마 | -     | -     | -     | -     | -     | -        | 127   | 211   | 3     | 2     | 1     | .991     |
| 2017 | 히로시마 | -     | -     | -     | -     | -     | -        | 115   | 209   | 10    | 6     | 2     | .973     |
| 2018 | 히로시마 | -     | -     | -     | -     | -     | -        | 116   | 180   | 8     | 4     | 3     | .979     |
| 2019 | 히로시마 | -     | -     | -     | -     | -     | -        | 139   | 242   | 6     | 3     | 1     | .988     |
| 통산 | 통산     | 3     | 0     | 2     | 1     | 0     | .667     | 599   | 948   | 30    | 16    | 7     | .983     |

- 2019년 시즌 종료 기준.
- 연도에서 굵은 글씨는 골든 글러브상 수상 연도